# Tillandsia tandapiana
Tillandsia tandapiana är en gräsväxtart som beskrevs av Hans Edmund Luther. Tillandsia tandapiana ingår i släktet Tillandsia och familjen Bromeliaceae. Inga underarter finns listade i Catalogue of Life.